# .ba
.ba је највиши интернет домен државних кодова (ccTLD) за Босну и Херцеговину. Администрира га Универзитетски телинформатички центар.

## Структура
Утврђена је следећа структура и организација регистра:
- — непрофитне организације
- — добављачи телекомуникационих услуга
- — образовање
- — државне установе
- — војска
- — Универзитет у Сарајеву
- — Универзитет у Тузли
- — Универзитет у Мостару „Џемал Биједић”
- — Универзитет у Бихаћу
- — Универзитет у Зеници
- — одржава фирма Sayber, који се налази у Сарајеву.
- — управља БиХНет, филијала BH Telecom.
- — управља САРнет Центар (Академски и истраживачки центар Републике Српске) у Бањој Луци. Овај домен може да региструје бесплатно било ко у оквиру ентитета Републике Српске у Босни и Херцеговини.